# Witromplangoer
De witromplangoer (Trachypithecus delacouri)  is een zoogdier uit de familie van de apen van de Oude Wereld (Cercopithecidae). De wetenschappelijke naam van de soort werd voor het eerst geldig gepubliceerd door Osgood in 1932.

## Voorkomen
De soort komt voor in Noord-Vietnam.